# テート・ギャラリー

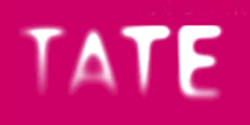
2000年の改組の際に定められたウルフ・オリンズ社のデザインによるテイトのロゴ

テート（テイト） (Tate) は、イギリス政府の持つイギリス美術コレクションや近現代美術コレクションを所蔵・管理する組織で、ロンドンなど各地にある国立の美術館を運営する。2000年の改組以前はテート（テイト）・ギャラリー (Tate Gallery) と呼ばれたが、それ以後はテート・ギャラリーと呼ばれることはなく、単にテイト（Tate）という。

## 歴史
砂糖精製、特に角砂糖の特許買収・製造で財を成したサー・ヘンリー・テートが、自身のイギリス同時代絵画のコレクションを1889年にナショナル・ギャラリーに寄贈しようとしたことが発端であった。ナショナル・ギャラリーは、場所の余裕がないと却下したが、このことはイギリス国内に「同時代絵画を展覧する美術館を開館せよ」という議論を起こした。特に当時、フランスが同時代の作品を展示する国立の美術館・リュクサンブール美術館を開設し、国内外の芸術愛好家を集めていたことがイギリス人を刺激した。紆余曲折の末、国立のイギリス美術展示館を新たに建設することが決定し、ヘンリー・テートの集めた絵画や素描、彫刻などのコレクションとナショナル・ギャラリー所蔵のイギリス絵画をもとに、ナショナルギャラリーの分館「ナショナル・ギャラリー・オブ・ブリティッシュ・アート」がロンドン南部、ミルバンク地区のテムズ川畔に1897年開設された。1955年からは分館ではなく、独自の組織「テート・ギャラリー」になっている。
当初はナショナル・ギャラリーに収蔵しきれないイギリスの美術作品（1790年以降に生まれた作家によるもの）を収蔵展示することが設立の主目的で、ゲインズバラ、ホガース、ターナー、ラファエル前派などの各時代のイギリス絵画の名品を徐々に揃えていった。20世紀初頭には何度も増築が行われ、テューダー朝以降の歴史的な作品も収集範囲に加わった。1916年、サー・ヒュー・レーンの収集した海外作品の遺贈を受け入れたことをきっかけに、外国の近代美術・現代美術も収集・展示し始めたが、所蔵作品の増加によって、展示場所と収蔵庫の不足に悩まされることになった。
また、テート・ギャラリーはニューヨーク近代美術館、パリのポンピドゥー・センターなど、世界的な現代美術館にかなう規模ではなかったため、ロンドンに近現代美術の新しい美術館が待望されていた。1980年代以降テート・ギャラリーはリバプールとセント・アイヴスに分館を開館する一方、ナショナル・ギャラリーやヴィクトリア&アルバート美術館も含めた国立の他の美術館と、再編や役割分担について検討した。その結果、テート・ギャラリーの新館をロンドンに作り、ミルバンクの本館をイギリス美術のギャラリーに、新館を近現代美術のギャラリーにする方針が決められた。こうして2000年に新館「テート・モダン」が完成、翌2001年にミルバンクのテート・ギャラリーが「テート・ブリテン」として再開館し、現在に至っている。2000年をもって、テート・ギャラリーおよびその分館は、テートの名を冠する4つの国立美術館の連合体である「テート」へと改組された。
テートのコレクションは4つの館が共有する一体のものであり、定期的に各館でのコレクションの移動が行われている。

## テートの構成
テートはイギリス政府の文化・メディア・スポーツ省に属する外郭公共団体（Non-departmental public body、非省公共団体とも、非政府部門公共機構とも）に位置づけられている。ロンドンに2つ、地方に2つの館があり独自の企画展も行っている。またインターネット上のサイトも、各館と同等の事業とみなされている。
テートはミルバンクのテート・ブリテンに本部を置き、評議委員会のもと管理され、キュレーター、保存・修復技術者、展示・保管技術者、調査部門、総務部門、教育活動部門、対企業活動部門のほか、雑誌や美術書を発行する出版社なども抱えている。文化・メディア・スポーツ省の資金のほか、各種の基金などからの寄付で運営されている。
テート・ブリテン
1500年代、テューダー朝以降現代に至るまでの、絵画を中心としたイギリス美術を時代順に展示する。従来のミルバンク地区の建物を改修して使用。テート・ブリテンの最大の特色は、ラファエル前派などヴィクトリア朝時代の名品もさることながら、J.M.W.ターナー自身から寄贈された彼の初期から晩年までの充実した作品群の展示である。これはクロア・ギャラリーに常設展示されている。また毎年テートが主催する「ターナー賞」展の会場となっている。1897年開設、2001年再開館。
テート・モダン
20世紀以降の国内外の美術・デザインを、時代をシャッフルさせて「人物」「風景」などテーマごとに展示。テート・モダンは当初新築も考えられたが、予算と適当な場所がなく計画が難航していたところ、シティからはテムズ川の対岸にあたる、荒廃したサザーク区に建っていた、旧バンクサイド発電所の巨大な建物を改修して再利用する案が通り、スイスの建築家ヘルツォーク&ド・ムーロンの設計により2000年に開館した。
なお、19世紀以前の国内外（西洋）の美術はナショナル・ギャラリーが、19世紀以前の西欧以外の美術品はヴィクトリア&アルバート美術館や大英博物館が担当し、イギリスの20世紀美術についてはテート・ブリテンとテート・モダンの両方で展示されることになる。
テート・ブリテンとテート・モダンの両館の間は、「Tate to Tate service」と呼ばれる船便が、テムズ川を用いて頻繁にシャトル運行している。また定期船も両美術館前の船着場を通っている。
テート・リバプール
サー・ヘンリー・テートゆかりの地、リバプールの港湾にあるアルバート・ドックの古い倉庫建物を再開発し1988年開設。地元住民や専門家に対する教育企画、特に子供たちがテート・コレクションの中から作品を選びカタログなども作る展覧会作成企画『ヤング・テート』がユニークなものである。
テート・セント・アイヴス
南部コーンウォール半島のリゾート地でアーティスト村だった港町セント・アイヴスに1993年開設。この地で制作したバーバラ・ヘップワース、ベン・ニコルソンら、この地を訪れたモンドリアンやナウム・ガボらの作品を中心に展示。近隣のバーバラ・ヘップワースのアトリエや彫刻庭園も管理している。
テート・オンライン
テートのウェブサイト。来館できない世界中の人々に対し活動や所蔵品、研究成果を紹介するほか、インターネットアートなどの紹介や企画も行うもので、テート五番目のギャラリーと位置づけられる。1998年開設。

## ターナー賞
テートは1984年より、イギリス在住で重要な活動をした現代美術作家に対して授与される「ターナー賞」を主催している。外部の選考委員も交えて候補者を数名まで絞り、テート・ブリテンで候補者らによるグループ展「ターナー賞展」を開催する。その場で最終選考を行い、俳優など各界のセレブリティを集めたパーティーで受賞者を発表する。その模様はゴールデンタイムにチャンネル4で生中継され、選考結果は美術関係者からタブロイド紙まで様々な人々の異論・反論などを呼んでいる。

## 主な収蔵品
- ホガース『自画像』（1745年）
- ターナー『自画像』（1798年頃）
- J.E.ミレー『オフィーリア』（1852年）
- バーン＝ジョーンズ『黄金の階段』（1880年）
- ウィリアム・ホルマン・ハント『良心の目覚め』（1853年）
- ロセッティ『受胎告知』（1850年）
- ロセッティ『ベアタ・ベアトリクス』（1861–70年頃）
- ホイッスラー『ノクターン：青と金色－オールド・バターシー・ブリッジ』（1872–73年）
- ウィニフレッド・ナイツ『大洪水』（1920年）
- ジョゼフ・マロード・ウィリアム・ターナー『吹雪、アルプスを越えるハンニバルとその軍勢（英語版）』（1812年）